# بندلي جوزي
بندلي صليبا الجوزي «مستشرق روسي _ من أصول فلسطينية _ باحث لغوي ومرجع وعَلم من أعلام الاستشراق واللغات السامية ». عُرف عند المستشرقين باسم Pandali واعتبروه، على الرغم من تصديه لهم، مرجعاً خصباً من مراجعهم. وقد أتقن الكثير من اللغات القديمة والحديثة، وتقدر مؤلفاته باللغة الروسية بين موضوع ومنقول بستة وعشرين مؤلفاً، كذلك ترك تسع مخطوطات بالروسية ومخطوطتين بالعربية. كما نشر عدداً كبيراً من المقالات في مجلات لبنانية، مثل «الآثار» و«الكلية»، ومصرية، مثل «الهلال» و«المقتطف» و«الرابطة الشرقية»، يعد أحد أهم المثقفين الفلسطينيين وحتى العرب في القرن العشرين سواءً من حيث عمق تأثيره أو من حيث تنوع نشاطاته، بل ثمة من يعتبره واحداً من أهم عشرة مفكرين تأثيراً في القرن العشرين.

## سيرته
ولد بندلي صليبا الجوزي في القدس. أخواته: مريم؛ كاترينا؛ هيلانة. إخوته: قسطندي؛ صليبا.
زوجته: ليودميلا لورنشيتفنا زويفا. أبناؤه: فلاديمير؛ جورجي؛ بوريس. بناته: آنستاسيا؛ ألكسندرة؛ تامارا؛ أولغا.
تلقى بندلي الجوزي علومه الابتدائية والثانوية في كلية «دير المصلبة» الأرثوذكسي بالقدس، ثم تابع دراسته في مدرسة داخلية تابعة للروم الأرثوذكس في قرية «بكفتين» الواقعة في الكورة في شمال لبنان.
حصل سنة 1891 على بعثة كنسية إلى روسيا لاستكمال دراسة العلوم اللاهوتية في الأكاديمية الدينية في موسكو، لكنه لم يرغب في الاستمرار هناك، وانتقل سنة 1895 إلى أكاديمية قازان، حيث نال سنة 1899 شهادة الماجستير في اللغة العربية والدراسات الإسلامية، وكان موضوع رسالته: «المعتزلة: البحث الكلامي التاريخي في الإسلام».
عاد بندلي الجوزي سنة 1900 إلى فلسطين ليستقر فيها، لكن السلطات العثمانية أرغمته على مغادرة البلد والعودة إلى روسيا، حيث عمل أستاذاً مساعداً للغة العربية والدراسات الإسلامية في جامعة قازان.
زار فلسطين والشام سنة 1909 مع طلاب روس في إطار بعثة علمية لمدة سنة لتعلم اللغة العربية، تعرّف خلالها إلى أدباء أمثال إسعاف النشاشيبي وجميل الخالدي وخليل السكاكيني، كما تعرّف في بيروت إلى المستشرق الروسي إغناطيوس كراتشكوفسكي (Ignaty Krachkovsky)، الذي كرّس حياته للبحث في آداب اللغة العربية.
عمل بندلي الجوزي ما بين سنتي 1911 و1917 أستاذاً مساعداً لمادتَي اللغة العربية والتاريخ الإسلامي في كلية الحقوق بجامعة قازان. ثم انتقل للعمل في كلية التاريخ والآداب في الجامعة نفسها، وذلك حتى سنة 1920.
سافر بندلي الجوزي سنة 1920 مع عائلته إلى مدينة باكو للعمل في جامعتها الحكومية، حيث صار يدرّس اللغة العربية وآدابها في الكلية الشرقية، التي أصبح بعد فترة عميدها.
وكان بندلي الجوزي قد حصل سنة 1921 على شهادة الدكتوراه في الأدب العربي واللغة العربية. وقام في تلك السنة بزيارة إيران في إطار بعثة علمية، جلب بنتيجتها عدداً كبيراً من المخطوطات العربية والفارسية، زوّد بها مكتبة الجامعة.
زار فلسطين سنة 1928 حيث ألقى محاضرات في التاريخ والحركات الفكرية عند العرب والمسلمين. كما شارك في أعمال المؤتمر العربي الفلسطيني السابع الذي عقد في حزيران/ يونيو من ذلك العام، وانتخب عضواً في اللجنة التنفيذية العربية التي انبثقت عنه.
عُيّن بندلي الجوزي سنة 1930 رئيساً للقسم العربي في جامعة باكو. وفي سنة 1931، منحه المجلس العلمي لهذه الجامعة شهادة دكتوراه شرف في اللغة العربية وآدابها.
عاد ثانية سنة 1930 إلى فلسطين ليلقي سلسلة من المحاضرات الاجتماعية والفلسفية في عدة مدن فلسطينية. وقام كذلك بزيارة القاهرة مع صديقيه خليل السكاكيني وعادل جبر، فاحتفى بهم أهل الفكر فيها.
أصيب بندلي الجوزي سنة 1932 بمرض في القلب أقعده عن العمل حتى سنة 1937.
ترأس سنة 1938 القسم العربي في فرع أكاديمية العلوم في باكو، فكتب أكثر من خمسين مقالة للموسوعة الأذربيجانية. لكنه أحيل إلى التقاعد بعد فترة قصيرة.
توفي بندلي الجوزي في مطلع سنة 1942 في مدينة باكو ودفن فيها.

## من آثاره باللغة العربية
«من تاريخ الحركات الفكرية في الإسلام». القدس: مطبعة بيت المقدس، 1928، وإعاد نشره وتحقيقه محمود إسماعيل في القاهرة 2006، ويعد أشهر مؤلفاته العربية وأوسعها أنتشارا.
«الأمومة عند العرب». قازان: مطبعة دومبراوسكي، 1902. ترجمة لكتاب:
Wilkens, G.A. Das Matriarchat (Das Mutterrecht) bei den Alten Arabern. Leipzig: Otto Schulze, 1884
«أمراء غسان من آل جفنة» (بالاشتراك مع قسطنطين زريق). بيروت: المطبعة الكاثوليكية، 1933. ترجمة لكتاب:
Nöldeke, Theodor. Die Ghassanischen Fürsten aus dem Hause Gafna's. Berlin: Akademie der Wissenschaften, 1887.

## باللغة الروسية
«المعتزلة: البحث الكلامي التاريخي في الإسلام». قازان، 1899 .
«لبنان، تاريخه وحالته الحاضرة». قازان، 1914.
«المسلمون في روسيا ومستقبلهم»: قازان، 1917.
«أصل سكان سوريا وفلسطين المسيحيين»: قازان، 1917.
«العلاقات الإنكليزية- المصرية»: باكو، 1930.
«المصطلحات العلمية عند العرب المعاصرين». باكو، 1930.
كان مدافعاً عن حقوق الإنسان للشعب الفلسطيني، وقد وصفه روبرت فيسك بأنه أكثر صوتٍ فعالٍ في الدفاع عن القضية الفلسطينية.